# Werner Gembruch
Werner Gembruch  (* 5. Juli 1918 in Würzburg; † 15. Juli 1988) war ein deutscher Historiker.
Der Sohn eines Fabrikanten legte 1937 das Abitur am Kaiser-Friedrichs-Gymnasium in Frankfurt am Main ab. Anschließend leistete er sechs Monate Reichsarbeitsdienst. Er schlug eine militärische Laufbahn ein. Im November 1942 geriet er in El-Alamein in britische Kriegsgefangenschaft. Er unterrichtete Latein in einer sogenannten Lageruniversität. An der Frankfurter Universität studierte er Geschichte, Deutsch und Philosophie. Sein akademischer Lehrer war Otto Vossler. Er wurde 1950 mit einer Arbeit über Otto von Bismarck („Bismarck und der nationale Gedanke“) promoviert. Gembruch war bis 1956 Assistent von Vossler. Bei der Bundeswehr war er inzwischen zum Major aufgestiegen. Nach dem Ende seiner Assistententätigkeit wechselte er aus finanziellen Gründen an das Militärgeschichtliche Forschungsamt in Freiburg im Breisgau. Dort befasste er sich als Lebenszeitbeamter unter anderem mit der Ausarbeitung von Lehrplänen für Offizierschulen. Er veröffentlichte aber weiterhin wissenschaftliche Beiträge vor allem in der Zeitschrift Wehrwissenschaftliche Rundschau.
In Frankfurt habilitierte er sich 1960 mit einer Arbeit über Freiherr vom Stein. Die Philosophische Fakultät in Frankfurt bot ihm angesichts seiner hervorragenden Habilitation eine Diätendozentur an. Er entschloss sich daraufhin, die sichere Laufbahn gegen die weniger lukrative und weniger sichere Laufbahn an der Universität einzutauschen. Im Wintersemester 1960/61 nahm er seine Lehrtätigkeit an der Universität Frankfurt auf. Im April 1965 wurde er zum ordentlichen Professor in Frankfurt berufen. Im Jahr 1986 wurde er emeritiert. Mit seiner Arbeit über Stein legte er ein Standardwerk vor. Seine wichtigsten Aufsätze wurden 1990 von Johannes Kunisch gebündelt herausgegeben. Die Studien befassen sich mit der preußischen und französischen Geschichte von 1633 bis 1831.

## Schriften (Auswahl)
- Staat und Heer. Ausgewählte historische Studien zum Ancien Régime, zur Französischen Revolution und zu den Befreiungskriegen (= Historische Forschungen. Bd. 40). Herausgegeben von Johannes Kunisch. Duncker & Humblot, Berlin 1990, ISBN 3-428-06716-9.
- Freiherr vom Stein im Zeitalter der Restauration (= Schriften der Wissenschaftlichen Gesellschaft an der Johann-Wolfgang-Goethe-Universität. Bd. 2). Steiner, Wiesbaden 1960.